# Enki’s Temple
Enki’s Temple — дебютный студийный альбом немецкой готической группы Garden of Delight, вышедший 15 декабря 1991 года на лейбле Dion Fortune Records.

## Об альбоме
Диск стал первым в запланированном группой цикле из семи альбомов с семью песнями на каждом, посвящённых оккультной тематике. Как впоследствии вспоминал фронтмен Garden of Delight Артауд Сет, во время создания альбома состав коллектива столь часто менялся, что установить, кто именно участвовал в записи, не представляется возможным.

## Тематика и стиль
Альбом посвящён оккультизму и шумерской мифологии. Музыкальный критик и автор официальной биографии Garden of Delight Дирк Лансер назвал Enki’s Temple «очень сложной работой о богах и демонах».
Диск получил в целом одобрительные отзывы критиков. В частности, среди достоинств альбома отмечались хорошо выдержанная атмосфера, сочетание эмбиентных вставок с традиционными для готик-рока гитарными риффами и мелодичные проигрыши клавишных. Брайан Стэблфорд охарактеризовал часть композиций с альбома как «авангардные инструменталы».

## Список композиций
Все тексты: Артауд Сет. Музыка: Garden Of Delight.
1. «Ancient God (Dead But Never Gone)» — 6:40
2. «Inanna» — 5:13
3. «And the Wind Blows Down the Clouds» — 5:26
4. «The Watchtower» — 5:54
5. «Behind the False God» — 5:06
6. «Sumerian Haze» — 5:10
7. «Enki’s Temple And the Gates of Ur» — 11:46

## Участники записи
- Артауд Сет — вокал
- Pisacane — гитара